# Estaciones de Bank y Monument
Bank y Monument son dos estaciones interconectadas del metro de Londres y del Docklands Light Railway situadas en la City de Londres, Londres, Reino Unido.
Las estaciones se expanden bajo King William Street y forman uno de los principales nudos del transporte urbano londinense. Bank toma su nombre del Banco de Inglaterra, cuya sede se encuentra en el cruce de Bank adyacente, y cuenta con servicios de las líneas Central, Northern y Waterloo & City, así como del Docklands Light Railway; Monument toma su nombre del Monumento al Gran Incendio de Londres y cuenta con servicios de las líneas District y Circle.